# Enhanced Data Rates for GSM Evolution

Vergleich der maximal erreichbaren Bitraten bei verschiedenen Mobilfunkstandards. (logarithmische Darstellung)

Enhanced Data Rates for GSM Evolution (EDGE) bezeichnet eine Technik zur Erhöhung der Datenübertragungsrate in GSM-Mobilfunknetzen durch Einführung eines zusätzlichen Modulationsverfahrens. Mit EDGE werden die Datendienste GPRS zu E-GPRS (Enhanced GPRS) und HSCSD zu ECSD erweitert.
EDGE stellt dabei eine Weiterentwicklung der GSM-Technik dar. Es ist im Grunde ein GSM mit mehr Bits pro Symbol, also höhere Bitrate bei gleichbleibender Baudrate. EDGE lässt sich mit mäßigem Aufwand in die Mobilfunknetze integrieren, da es die schon vorhandene Mobiltelefonie nicht stört. Im Wesentlichen ist es erforderlich, die Software der GSM-Basisstation zu aktualisieren und gegebenenfalls einzelne Komponenten zu tauschen.

## Verbreitung
EDGE wurde als ein Zwischenschritt auf dem Weg zu UMTS angesehen und in ländlichen Gebieten mittelfristig auch als UMTS-Ersatz (im Sinne von: „an Stelle von“ / „statt“; nicht im Sinne von: „ablösend“, denn EDGE ist langsamer als UMTS) eingesetzt. Mittlerweile hat sich die Mobilfunktechnologie weiterentwickelt, und neuere Standards wie 4G/LTE und 5G haben EDGE in vielen Regionen abgelöst.
Mit der Abschaltung des 3G-Netzes in Deutschland im Sommer 2021 bleibt EDGE in einigen ländlichen Gebieten weiterhin als Fallback-Option für grundlegende Sprachdienste und SMS verfügbar.
Telecom Italia führte als einer der ersten europäischen Mobilfunkbetreiber EDGE unter dem Namen „TIM Turbo“ ein. Mittlerweile gibt es den Dienst auch in Dänemark, Deutschland, Estland, Frankreich, Griechenland, Kroatien, Lettland, Liechtenstein, Litauen, Luxemburg, Mazedonien, den Niederlanden, Österreich, Polen, Russland, der Schweiz, Serbien, der Slowakei, Tschechien, der Türkei und Ungarn.

### Österreich und Schweiz
In Österreich bieten alle drei GSM-Anbieter (Magenta Telekom, A1 und Drei) EDGE als Ergänzung zu ihrem bestehenden UMTS-Netz an. Diese Kombination wird von der Mobilkom Austria als „A1 UMTS + EDGE“ vermarktet und stellt seit Sommer 2005 schnellen mobilen Datentransfer flächendeckend zur Verfügung. In der Schweiz hatte Swisscom Mobile EDGE im Frühjahr 2005 mit einer Bevölkerungsabdeckung von 99,6 % ausgebaut.

### Deutschland
In Deutschland fand der EDGE-Ausbau verhältnismäßig spät statt.
T-Mobile startete die EDGE-Aufrüstung im März 2006. Seit Frühjahr 2008 ist die Technik fast flächendeckend im GSM-Netz von T-Mobile verfügbar. Wegen des EDGE-Ausbaus erhielt T-Mobile den Zuschlag für den deutschen Vertrieb des iPhones, weil dieses bei der Markteinführung weder UMTS noch HSDPA beherrschte.
Vodafone begann im Frühjahr 2007 mit der Bereitstellung von EDGE in Gebieten, in denen keine Versorgung durch das eigene UMTS-Netz geboten wurde. Ab 2008 wurde EDGE auch in mit UMTS versorgten Gebieten eingesetzt.
O2 begann im Juli 2008 mit der EDGE-Aufrüstung seines Netzes.
E-Plus kündigte im Dezember 2008 an, sukzessive sein gesamtes Netz auf EDGE umzustellen: Für Ende März 2009 war eine Bevölkerungsabdeckung von 30 % und bis Ende 2009 von 90 % geplant.

## Modulationsverfahren
Die Steigerung der Datenübertragungsrate bei EDGE wird erreicht durch einen Wechsel zu einem effizienteren Modulationsverfahren. Dabei kommt statt des beim GSM-Standard üblichen Gaussian-Minimum-Shift-Keying-Verfahrens (GMSK) das 8-PSK-Verfahren zum Einsatz. Hierdurch wird bei EDGE eine Datenübertragungsrate bis 59,2 kbit/s pro Zeitschlitz ermöglicht. Bei Verwendung von acht Zeitschlitzen werden bis 473,6 kbit/s erreicht. Im Vergleich hierzu sind mit dem Datendienst GPRS maximal 171,2 kbit/s möglich. Der Wechsel des Modulationsverfahrens geschieht selektiv nur auf den Kanälen, die von EDGE-fähigen Geräten belegt werden. Dadurch ist eine gleichzeitige störungsfreie Nutzung von GSM/GPRS- und EDGE-fähigen Endgeräten in derselben Funkzelle möglich.
Die derzeit marktüblichen Endgeräte sind solche der EDGE-Multislot-Klasse 10. Dies bedeutet, dass diese Geräte über maximal vier Downlink-Slots sowie zwei Uplink-Slots verfügen. Hieraus resultieren die maximalen Datenübertragungsraten etwa 220 kbit/s im Download und etwa 110 kbit/s im Upload.
| MCS   | Datenübertragungsrate (kbit/(s·Slot)) | Modulation |
| ----- | ------------------------------------- | ---------- |
| MCS-1 | 08,8                                  | GMSK       |
| MCS-2 | 11,2                                  | GMSK       |
| MCS-3 | 14,8                                  | GMSK       |
| MCS-4 | 17,6                                  | GMSK       |
| MCS-5 | 22,4                                  | 8-PSK      |
| MCS-6 | 29,6                                  | 8-PSK      |
| MCS-7 | 44,8                                  | 8-PSK      |
| MCS-8 | 54,4                                  | 8-PSK      |
| MCS-9 | 59,2                                  | 8-PSK      |

## Dienste
EDGE bietet die Dienste ECSD und EGPRS. ECSD ist eine Weiterentwicklung des GSM-Datendienstes HSCSD. EGPRS ist eine Weiterentwicklung des Paketdatendienstes GPRS. Beide Weiterentwicklungen bieten deutlich höhere Übertragungsraten. Üblich sind derzeit Raten zwischen 150 und 200 kbit/s, was einem Mehrfachen der ISDN-Geschwindigkeit entspricht. EDGE lässt sich kostengünstig durch eine Aufrüstung bestehender GSM-Infrastruktur realisieren.

## Funktionsweise
Vor der Einführung von EDGE wurde in GSM lediglich die Modulationsart GMSK (Gaussian Minimum-Shift Keying) verwendet. Die GMSK-Modulation ist eine digitale Frequenzmodulation. Bei GMSK wird 1 Bit pro Symbol übertragen. Die Symbolrate beträgt 270.833 Baud, entsprechend 270.833 bit/s. Zur Steigerung der Übertragungsgeschwindigkeit (bps = bits per second) wird bei EDGE neben der Frequenzmodulation GMSK auch eine 8-PSK (8-Phase Shift Keying) Phasenmodulation verwendet. Bei der 8-PSK Modulation werden 3 Bit pro Symbol übertragen. Trotz dreifacher Datenrate ist die Symbolrate die gleiche wie bei GMSK, und die Pulsform ist so gewählt, dass sich ein GMSK- und ein 8-PSK-Frequenzspektrum nicht unterscheiden.
In einem guten Kanal mit wenig Störung kann EDGE pro Zeitspanne dreimal so viele Bits übertragen. In einem weniger guten Kanal kommt es dagegen zu häufigen Bitfehlern. Hier ist GMSK als weniger fehleranfällige Modulation die bessere Wahl. In dem Dienst EGPRS gibt es daher die Möglichkeit, dass das Netz je nach Qualität des Kanals zwischen GMSK und 8PSK umschaltet. Diese Anpassung des Übertragungsverfahrens an die Qualität des Kanals wird durch die Umschaltung zwischen verschiedenen Kodierungsschemata innerhalb von GMSK (MCS-1 bis MCS-4) und innerhalb von 8-PSK (MCS-5 bis MCS-9) noch verfeinert. Durch die optimierte Anpassung von Modulation und Kodierung an den Kanal wird die Datenrate deutlich erhöht.
EGPRS bietet darüber hinaus alle Vorteile des Paketdatendienstes GPRS. Das heißt, dass ein Übertragungskanal nur reserviert wird, wenn Daten versendet oder empfangen werden. Das hat den Vorteil, dass sich mehrere Nutzer einen Kanal teilen können. Aus diesem Grund kann die Abrechnung auf Basis der übertragenen Datenmenge und unabhängig von der Verbindungsdauer erfolgen.

## EDGE Evolution
EDGE „Evolution“ bzw. „Evolved EDGE“ bzw. „E-EDGE“ stellt eine Weiterentwicklung der EDGE-Technologie mit einer höheren Datenrate dar. Dies wird durch verschiedene Maßnahmen erreicht. Durch Halbieren der Übertragungszeitintervalle von 20 ms auf 10 ms werden die Latenzen reduziert. Bit-Raten werden auf bis zu 1 Mbit/s Spitzengeschwindigkeit und Latenzen von 100 ms unter Verwendung von zwei Trägersignalen, höherer Symbolrate und 32-QAM- oder 16-QAM-Modulation anstelle von 8-PSK und „Turbo-Codes“ zur Verbesserung der Fehlerkorrektur erhöht. Eine Doppelantenne kann die Signalqualität verbessern. Da Standard-EDGE auf gleicher Hardware wie E-EDGE operiert, ist eine Aufrüstung bestehender Infrastruktur durch ein Software-Update möglich.

## Hersteller von EDGE-fähigen Geräten
Wie bei den anderen GSM-Techniken auch liefern beispielsweise Nokia Solutions and Networks, Ericsson und Motorola Infrastruktur für Mobilfunknetze. Entsprechende Endgeräte (Handys) sind bei allen gängigen Herstellern erhältlich. EDGE wurde von vielen „Telefonen ohne UMTS“ als Technik zur schnelleren Datenübertragung (über GSM-Standardgeschwindigkeit) unterstützt, wodurch das Fehlen von UMTS teilweise kompensiert wird.